# Mahaba Island Protected Landscape and Seascape
Mahaba Island Protected Landscape and Seascape ist ein philippinisches Naturschutzgebiet in der Provinz Surigao del Norte. Es wurde am 29. Dezember 1991 auf Grundlage des Erlasses 2152 der Regierung der Philippinen eingerichtet. Das Naturschutzgebiet wird auch in Artikel Nr. 5d des NIPAS-Gesetzes (Republic Act 7586) von 1992 erwähnt.
Das Naturschutzgebiet hat eine Größe von 5.704 Hektar und umfasst die gesamte Mahaba Island und die angrenzenden Meeresgebiete. Die höchste Erhebung der Insel liegt nur einen Meter über dem Meeresspiegel, und der Boden wird als unfruchtbarer Sand- und Lehmboden klassifiziert. Auf der Insel gibt es einige Mangrovenwälder, die von den Gattungen Bakauan (Rhizophora), Pagatpat und Pototan dominiert werden. Im Inselinneren stehen einige Wälder mit der Kokosnusspalme als Baumart. Die Tierwelt der Insel wird von Vögeln dominiert.

## Quelle
- Mahaba Island Protected Landscape and Seascape auf der Webseite des Philippine Clearinghouse